# Lene Rantala
Lene Rantala (Gladsaxe, 10 augustus 1968) is een voormalig handbalster uit Denemarken, die speelde als doelvrouw. Ze heeft een Finse vader.
Met de Deense nationale vrouwenploeg won ze tweemaal de olympische titel (1996 en 2000) en eenmaal de wereldtitel (1997). Daarnaast werd Rantala drie keer Europees kampioen (1994, 1996 en 2002). Ze speelde in totaal 230 interlands voor haar vaderland in de periode 1991-2011.